# Суринка
Суринка — река на острове Сахалин. Длина реки — 14 км. Площадь водосборного бассейна — 55 км².
Начинается между горами Валдайская и Невельская. Течёт на восток в межгорной долине, поросшей пихтово-берёзовым лесом. Впадает в Охотское море. Протекает по территории Поронайского городского округа Сахалинской области.
Ширина реки вблизи устья — 30 метров, глубина — 0,7 метра.
Основные притоки — Ишимка (пр), Притоки (пр), Жарча (пр), Троповая (пр), Соловьиный (лв).

## Данные водного реестра
По данным государственного водного реестра России относится к Амурскому бассейновому округу.
Код объекта в государственном водном реестре — 20050000212118300003037.